# Prolegomeni ad ogni metafisica futura che vorrà presentarsi come scienza
Prolegomeni ad ogni metafisica futura che vorrà presentarsi come scienza è un'opera filosofica pubblicata da Immanuel Kant nel 1783, due anni dopo la prima edizione della Critica della ragion pura per poter meglio spiegare quest'ultima.
È uno dei lavori più brevi portati a termine da Kant e contiene una versione condensata dei temi della Prima Critica, supportati in certi casi da argomenti non adoperati nell'opera maggiore. Kant definisce "analitico" l'approccio maggiormente accessibile adoperato in questo lavoro, opposto invece all'approccio "sintetico" adoperato nella Critica della ragion pura.
In questo contesto, "analitico" e "sintetico" non hanno lo stesso significato adoperato nella definizione dei giudizi analitici e sintetici, ma esprimono la direzionalità della metodologia applicata. Il metodo analitico procede da ciò che è conosciuto a ciò che si vuole conoscere. Il metodo sintetico al contrario procede da ciò che si vuole conoscere a ciò che è conosciuto. Mentre il metodo analitico procede da conoscenze sicure verso le radici sconosciute di queste conoscenze, il metodo sintetico prende avvio da ciò che non è noto, cercando di fare luce al suo interno su un sistema di conoscenze basato sulla ragione. Kant non era rimasto soddisfatto dalla scarsa recezione della Critica della ragion pura e i Prolegomeni furono in larga parte un tentativo di rendere il suo pensiero più accessibile al pubblico.
I Prolegomeni non sono però dei riassunti della Critica della ragion pura ma degli "esercizi propedeutici" - per usare le stesse parole del filosofo - per una maggiore comprensione dell'opera, che è "oscura" perché tratta della "critica della metafisica".
Innanzitutto Kant dice che i Prolegomeni non sono per gli scolari (quindi riassunti per loro) e neanche per i maestri (quindi compendio di una scienza data), ma sono per chi vuole diventare maestro, cioè per chi ha intenzione di ricercare - attraverso la speculazione filosofica - ciò che ora non è scienza ma che, come dice il sottotitolo, potrebbe "presentarsi" come tale.
Nell'edizione delle opere di Kant curata dall'Accademia di Berlino (Akademie Ausgabe), i Prolegomeni si trovano nel volume V.

## Traduzioni italiane
- Prolegomeni ad ogni metafisica futura che vorrà presentarsi come scienza, traduzione, introduzione e commento di Piero Martinetti, Torino, Bocca, 1913.
- Prolegomeni ad ogni futura metafisica che si presenterà come scienza, tradotti da Aldo Oberdorfer, Lanciano, R. Carabba, 1914.
- Prolegomeni ad ogni futura metafisica, a cura di Pantaleo Carabellese, Bari, G. Laterza, 1925.
- Prolegomeni a ogni metafisica futura che vorrà presentarsi come scienza, traduzione, introduzione, commento e note a cura di Antonio Banfi, Milano, A. Mondadori, 1932.
- Prolegomeni ad ogni metafisica futura che vorrà presentarsi come scienza, a cura di Francesco Albergamo, Bari, G. Laterza, 1938.
- Prolegomeni ad ogni metafisica futura, introduzione, riduzione e note di Paolo Rotta, Brescia, La scuola, 1939.
- Prolegomeni ad ogni futura metafisica, tradotti e commentati da Antonio Lantrua, Padova, CEDAM, 1940.
- Prolegomeni ad ogni futura metafisica che si voglia presentare come scienza, passi scelti a cura di Mario Dal Pra, Verona, La Scaligera, 1940.
- Prolegomena ad ogni futura metafisica, a cura di Giorgio Fano, Milano, Istituto Editoriale Italiano, 1948.
- Prolegomeni ad ogni futura metafisica che si presenterà come scienza, introduzione di Rosario Assunto, Bari, G. Laterza, 1967.
- Prolegomeni ad ogni futura metafisica che potrà presentarsi come scienza, a cura di Mario Ruggenini, traduzione e apparati di Gian Luigi Paltrinieri, Milano, Bruno Mondadori, 1997, ISBN 88-424-9505-0.
- Prolegomeni ad ogni futura metafisica che possa presentarsi come scienza, a cura di Renato Pettoello, Brescia, La scuola, 2016, ISBN 978-88-350-4377-5.